# Perros-Guirec
Perros-Guirec è un comune francese di 7 689 abitanti situato nel dipartimento delle Côtes-d'Armor nella regione della Bretagna.
È una delle località più famose della Costa di Granito Rosa.

## Società

### Evoluzione demografica
Abitanti censiti

## Amministrazione

### Gemellaggi
- Teignmouth
- Barr
- Quintin
- Dragonera